# Ferdinand de Waele
Ferdinand Jozef Maria de Waele (Sinaai, 18 april 1896 - Nijmegen, 3 november 1977) was een Vlaamse archeoloog, historicus, kunsthistoricus en filoloog. Hij was in 1952 laureaat van de August Beernaertprijs met zijn boek Pelgrimstocht door Hellas. Hij participeerde in belangwekkende opgravingen in Griekenland. De ontsluiting van de oud-Griekse stad Korinthe is grotendeels zijn verdienste geweest. Hij was onder anderen goed bevriend met de dichter Anton van Wilderode, kunsthistoricus Frits van der Meer, de schrijver Anton van Duinkerken en de sterrenkundige Marcel Minnaert.
De Waele studeerde tussen 1914 en 1921 klassieke filologie, archeologie en oude geschiedenis in Gent, Würzburg, Bonn en Utrecht. Hij promoveerde in 1927 aan de Katholieke Universiteit Nijmegen op The magic staff or rod in Graeco-Italian Antiquity. In datzelfde jaar werd hij aldaar lector in de klassieke archeologie. In 1931 werd het lectoraat omgezet in een buitengewone leerstoel, die in 1937 werd omgezet in een gewoon hoogleraarschap, uitgebreid met de vakgebieden oude geschiedenis en Nieuwgrieks. In 1955 werd hij tevens buitengewoon hoogleraar aan de Rijksuniversiteit Gent. In 1966 ging hij met emeritaat. In zijn wetenschappelijke loopbaan publiceerde hij meer dan 300 artikelen over Grieks-Romeinse kunst, architectuur, geschiedenis, filologie en numismatiek. Daarnaast was hij auteur van diverse boeken, waaronder het Vlaams-Nederlandse handboek Kunstgeschiedenis (met pater J. de Keyzer) en Veertig Eeuwen Antieke Kunst, beide uitgegeven door NV Standaard Uitgeverij. Zijn bekroonde Pelgrimstocht door Hellas werd uitgegeven bij Lannoo in 1950, en beleefde diverse herdrukken. In de jaren 1950 en 1960 was het een populair prijsboek in het Vlaamse lager en middelbaar onderwijs.
F.J.M. de Waele overleed in 1977 in Nijmegen, zijn woonplaats sinds 1927. Hij ontving diverse binnenlandse en buitenlandse onderscheidingen, een eredoctoraat van de Universiteit van Athene, en was ereburger van Bay City (Michigan) en Skyros (Griekenland). Tevens was hij peetvader/adviseur van de Nijmeegse studievereniging Sodalicium Classicum Noviomagense. De Waele was de vader van de archeoloog Jos de Waele.